# Timothy Castagne
Pour les articles homonymes, voir Castagne.
 (juillet 2025).
Si vous disposez d'ouvrages ou d'articles de référence ou si vous connaissez des sites web de qualité traitant du thème abordé ici, merci de compléter l'article en donnant les références utiles à sa vérifiabilité et en les liant à la section « Notes et références ».
Timothy Castagne, né le 5 décembre 1995 à Arlon en Belgique, est un footballeur international belge qui joue au poste de défenseur au Fulham FC.

## Biographie

### En club

#### Enfance et formation
Timothy Castagne naît à Arlon, chef-lieu de la province de Luxembourg, au sud de la Belgique. C’est dans sa ville natale qu’il y découvre le football, à l'US Waltzing, club d'un village de la commune d'Arlon.
Alors qu'il joue au Royal Excelsior Virton, il est approché par le Standard de Liège. Cependant, il n'intègre pas les équipes de jeunes liégeoises, bien qu'il s'entraîne avec les jeunes du Standard.
Après une année d'entraînement avec le Standard, le club lui propose un transfert tout en lui expliquant que l'abondance de joueurs à son poste ne lui garantirait pas de jouer très souvent. Au même moment, le KRC Genk lui propose des essais et c'est finalement le club limbourgeois que Timothy Castagne décide de rejoindre.

#### Début à Genk (2014-2017)
Castagne rejoint le centre de formation du KRC Genk en juillet 2011, il gravit petit à petit les échelons de l'académie jusqu'à être intégré dans l'effectif professionnel en janvier 2014 afin de participer au stage hivernal à Antalya.
Le 14 septembre 2014, il joue son premier match professionnel à l'occasion de la septième journée de Jupiler Pro League 2014-2015 face au Club Bruges KV. Il commence la rencontre en tant que titulaire et joue même l'entièreté du match, le match se termine sur le score de 1 à 1.
Malgré son jeune âge (18-19 ans) et une concurrence avec Katuku Tshimanga, joueur plus expérimenté que lui, Timothy Castagne joue très régulièrement en tant que titulaire (il ne rentre en jeu que deux fois sur 28 matchs joués lors de cette saison). Malheureusement, cela ne permet pas au club de finir dans les Play-offs 1 (7e place du classement, à égalité avec le RSC Charleroi) et finit 2e des Play-offs 2.

#### Départ en Italie vers l’Atalanta (2017-2020)
Le 7 juillet 2017, Timothy Castagne s'engage avec l'Atalanta Bergame, club de Serie A italienne, après trois saisons passées au KRC Genk. Ce transfert marque une étape importante dans sa carrière, le propulsant dans un championnat majeur et lui offrant l'opportunité de disputer des compétitions européennes.
Sous la direction de l'entraîneur Gian Piero Gasperini, Castagne s'impose progressivement comme un élément clé de l'équipe, capable d'évoluer aussi bien au poste d'arrière droit que de piston dans le schéma tactique de l'Atalanta. Sa polyvalence, son endurance et sa capacité à apporter le danger offensivement, tout en assurant ses tâches défensives, sont très appréciées.
Au cours de ses trois saisons complètes à Bergame, Castagne participe activement aux succès du club, qui connait alors une période faste. L'Atalanta se qualifie notamment pour la Ligue des Champions à deux reprises, un fait inédit dans son histoire récente.
Après trois saisons réussies en Italie, Timothy Castagne quitte l'Atalanta en septembre 2020 pour rejoindre Leicester City en Premier League anglaise.  

#### Confirmation et transfert à Leicester (2020-2023)
Le 3 septembre 2020, Timothy Castagne rejoint Leicester City, club de Premier League anglaise pour un montant estimé à 21,5 millions de livres sterling (environ 24 millions d'euros). Il signe un contrat de cinq ans avec les Foxes, retrouvant ainsi ses compatriotes belges Youri Tielemans et Dennis Praet.
Dès son arrivée, Castagne s'adapte rapidement au rythme intense de la Premier League et s'impose comme un titulaire indiscutable sur le flanc droit de la défense de Brendan Rodgers. Sa capacité à couvrir l'ensemble du couloir, à défendre avec rigueur et à participer aux offensives, en fait un atout précieux pour l'équipe. Il se distingue notamment par sa polyvalence, pouvant évoluer comme arrière droit, piston droit, voire même occasionnellement sur le flanc gauche ou en défense centrale.
Sa première saison (2020-2021) est particulièrement réussie, malgré une blessure à l'œil lors de l'Euro 2020 qui l'écarte des terrains pendant un certain temps. Il contribue de manière significative à la victoire de Leicester en FA Cup 2021, le premier trophée majeur du club depuis son titre de champion en 2016. Il aide également Leicester à atteindre la cinquième place de la Premier League, manquant de peu la qualification pour la Ligue des Champions.
Les saisons suivantes sont plus contrastées pour Leicester. Bien que Castagne continue d'être un joueur important, le club connaît des difficultés en championnat, culminant par une relégation en Championship (deuxième division anglaise) à l'issue de la saison 2022-2023. Malgré cette descente, Castagne reste l'un des éléments les plus performants et réguliers de l'équipe.
Après la relégation de Leicester, Timothy Castagne quitte le club en août 2023 pour rester en Premier League, en signant avec Fulham FC

#### Fulham FC (depuis 2023)
Le 29 août 2023, après la relégation de Leicester City en Championship, Timothy Castagne signe un contrat avec Fulham FC, club évoluant en Premier League. Le montant du transfert est estimé à environ 15 millions de livres sterling (environ 17,5 millions d'euros). Ce transfert lui permet de rester dans l'élite du football anglais, un objectif clair pour le joueur international belge.
Dès son arrivée à Craven Cottage, Castagne s'intègre rapidement à l'équipe de Marco Silva. Il retrouve une place de titulaire sur le flanc droit de la défense, apportant son expérience, sa solidité défensive et sa capacité à se projeter vers l'avant. Sa polyvalence est à nouveau un atout, lui permettant de s'adapter aux différentes situations tactiques.
Au cours de sa première saison complète (2023-2024) avec les Cottagers, Castagne est un joueur régulier et performant. Il contribue à la stabilité défensive de l'équipe et participe aux offensives, notamment grâce à sa qualité de centre.
Timothy Castagne continue d'être un membre important de l'effectif de Fulham pour la saison 2024-2025, cherchant à consolider sa place en Premier League et à contribuer aux ambitions du club.

### En sélections nationales

#### Euro 2020
Convoqué par Roberto Martinez, il dispute sa première compétition internationale lors de l'Euro 2020. Titulaire lors du premier match de la Belgique, contre la Russie, il sort à la 27e minute, sur blessure. Sa tête heurte celle du joueur russe Daler Kuzyaev. Il est par la suite opéré durant 6 heures, où on lui annonce qu'il a eu une double fracture de la pommette et de l'orbite.

#### Coupe du monde 2022
Le 10 novembre 2022, il est sélectionné par Roberto Martínez pour participer à la Coupe du monde 2022.

#### Euro 2024
Le 28 mai 2024, il est retenu parmi les 25 joueurs belges convoqués par Domenico Tedesco pour participer à l'Euro 2024.

## Statistiques

### En club
| Saison                | Club                  | Championnat           | Championnat | Championnat | Championnat | Coupe nationale | Coupe nationale | Coupe nationale | Coupe de la Ligue | Coupe de la Ligue | Coupe de la Ligue | Supercoupe | Supercoupe | Supercoupe | Compétition(s) continentale(s) | Compétition(s) continentale(s) | Compétition(s) continentale(s) | Compétition(s) continentale(s) | Autres compétitions | Autres compétitions | Autres compétitions | Autres compétitions | Total | Total | Total |
| Saison                | Club                  | Division              | M.          | B.          | P.d.        | M.              | B.              | P.d.            | M.                | B.                | P.d.              | M.         | B.         | P.d.       | Comp.                          | M.                             | B.                             | P.d.                           | Comp.               | M.                  | B.                  | P.d.                | M.    | B.    | P.d.  |
| 2014-2015             | KRC Genk              | Division 1            | 21          | 0           | 1           | 1               | 0               | 0               | -                 | -                 | -                 | -          | -          | -          | -                              | -                              | -                              | -                              | PO2                 | 6                   | 1                   | 1                   | 28    | 1     | 2     |
| 2015-2016             | KRC Genk              | Division 1            | 14          | 0           | 1           | 1               | 0               | 0               | -                 | -                 | -                 | -          | -          | -          | -                              | -                              | -                              | -                              | PO1                 | 7                   | 0                   | 0                   | 22    | 0     | 1     |
| 2016-2017             | KRC Genk              | Division 1A           | 24          | 0           | 1           | 5               | 0               | 0               | -                 | -                 | -                 | -          | -          | -          | C3                             | 12                             | 2                              | 0                              | PO2+BE              | 6+2                 | 0+0                 | 0+0                 | 49    | 2     | 1     |
| Sous-total            | Sous-total            | Sous-total            | 59          | 0           | 3           | 7               | 0               | 0               | -                 | -                 | -                 | -          | -          | -          | -                              | 12                             | 2                              | 0                              | -                   | 21                  | 1                   | 1                   | 99    | 3     | 4     |
| 2017-2018             | Atalanta Bergame      | Serie A               | 20          | 0           | 2           | 3               | 1               | 0               | -                 | -                 | -                 | -          | -          | -          | C3                             | 3                              | 0                              | 1                              | -                   | -                   | -                   | -                   | 26    | 1     | 3     |
| 2018-2019             | Atalanta Bergame      | Serie A               | 28          | 4           | 2           | 5               | 1               | 1               | -                 | -                 | -                 | -          | -          | -          | C3                             | 4                              | 0                              | 1                              | -                   | -                   | -                   | -                   | 37    | 5     | 4     |
| 2019-2020             | Atalanta Bergame      | Serie A               | 27          | 1           | 3           | -               | -               | -               | -                 | -                 | -                 | -          | -          | -          | C1                             | 6                              | 1                              | 0                              | -                   | -                   | -                   | -                   | 33    | 2     | 3     |
| Sous-total            | Sous-total            | Sous-total            | 75          | 5           | 7           | 8               | 2               | 1               | -                 | -                 | -                 | -          | -          | -          | -                              | 13                             | 1                              | 2                              | -                   | -                   | -                   | -                   | 96    | 8     | 10    |
| 2020-2021             | Leicester City        | Premier League        | 27          | 2           | 3           | 5               | 0               | 1               | -                 | -                 | -                 | -          | -          | -          | C3                             | 2                              | 0                              | 0                              | -                   | -                   | -                   | -                   | 34    | 2     | 4     |
| 2021-2022             | Leicester City        | Premier League        | 27          | 1           | 0           | 0               | 0               | 0               | -                 | -                 | -                 | -          | -          | -          | C3+C4                          | 5+4                            | 0+0                            | 0+0                            | -                   | -                   | -                   | -                   | 36    | 1     | 0     |
| 2022-2023             | Leicester City        | Premier League        | 37          | 2           | 3           | 2               | 0               | 0               | 3                 | 0                 | 1                 | -          | -          | -          | -                              | -                              | -                              | -                              | -                   | -                   | -                   | -                   | 42    | 2     | 4     |
| Sous-total            | Sous-total            | Sous-total            | 91          | 5           | 6           | 7               | 0               | 1               | 3                 | 0                 | 1                 | -          | -          | -          | -                              | 11                             | 0                              | 0                              | -                   | -                   | -                   | -                   | 112   | 5     | 8     |
| 2023-2024             | Fulham FC             | Premier League        | 34          | 1           | 3           | 1               | 0               | 0               | 4                 | 0                 | 0                 | -          | -          | -          | -                              | -                              | -                              | -                              | -                   | -                   | -                   | -                   | 39    | 1     | 3     |
| 2024-2025             | Fulham FC             | Premier League        | 24          | 0           | 1           | 4               | 1               | 0               | 2                 | 0                 | 0                 | -          | -          | -          | -                              | -                              | -                              | -                              | -                   | -                   | -                   | -                   | 30    | 1     | 1     |
| 2025-2026             | Fulham FC             | Premier League        | 1           | 0           | 0           | -               | -               | -               | -                 | -                 | -                 | -          | -          | -          | -                              | -                              | -                              | -                              | -                   | -                   | -                   | -                   | 1     | 0     | 0     |
| Sous-total            | Sous-total            | Sous-total            | 59          | 1           | 4           | 5               | 1               | 0               | 6                 | 0                 | 0                 | -          | -          | -          | -                              | -                              | -                              | -                              | -                   | -                   | -                   | -                   | 70    | 2     | 4     |
| Total sur la carrière | Total sur la carrière | Total sur la carrière | 284         | 11          | 20          | 27              | 3               | 2               | 9                 | 0                 | 1                 | -          | -          | -          | -                              | 36                             | 3                              | 2                              | -                   | 21                  | 1                   | 1                   | 377   | 18    | 26    |

### En sélections nationales
| Saison                | Sélection             | Phases finales         | Phases finales | Phases finales | Phases finales | Éliminatoires CDM | Éliminatoires CDM | Éliminatoires CDM | Éliminatoires EURO | Éliminatoires EURO | Éliminatoires EURO | Ligue des Nations | Ligue des Nations | Ligue des Nations | Matchs amicaux | Matchs amicaux | Matchs amicaux | Total | Total | Total |
| Saison                | Sélection             | Compétition            | M              | B              | Pd             | M                 | B                 | Pd                | M                  | B                  | Pd                 | M                 | B                 | Pd                | M              | B              | Pd             | M     | B     | Pd    |
| --------------------- | --------------------- | ---------------------- | -------------- | -------------- | -------------- | ----------------- | ----------------- | ----------------- | ------------------ | ------------------ | ------------------ | ----------------- | ----------------- | ----------------- | -------------- | -------------- | -------------- | ----- | ----- | ----- |
| 2018-2019             | Belgique              | -                      | -              | -              | -              | -                 | -                 | -                 | 3                  | 1                  | 1                  | -                 | -                 | -                 | 2              | 0              | 0              | 5     | 1     | 1     |
| 2019-2020             | Belgique              | -                      | -              | -              | -              | -                 | -                 | -                 | 2                  | 1                  | 1                  | -                 | -                 | -                 | -              | -              | -              | 2     | 1     | 1     |
| 2020-2021             | Belgique              | Euro 2020              | 1              | 0              | 0              | 2                 | 0                 | 0                 | -                  | -                  | -                  | 3                 | 0                 | 0                 | 2              | 0              | 0              | 8     | 0     | 0     |
| 2021-2022             | Belgique              | Ligue des nations 2021 | 2              | 0              | 0              | 4                 | 0                 | 0                 | -                  | -                  | -                  | 3                 | 0                 | 1                 | -              | -              | -              | 9     | 0     | 1     |
| 2022-2023             | Belgique              | Coupe du monde 2022    | 3              | 0              | 0              | -                 | -                 | -                 | 3                  | 0                  | 0                  | 1                 | 0                 | 0                 | 2              | 0              | 0              | 9     | 0     | 0     |
| 2023-2024             | Belgique              | Euro 2024              | 4              | 0              | 0              | -                 | -                 | -                 | 5                  | 0                  | 2                  | -                 | -                 | -                 | 5              | 0              | 0              | 14    | 0     | 2     |
| 2024-2025             | Belgique              | -                      | -              | -              | -              | -                 | -                 | -                 | -                  | -                  | -                  | 7                 | 0                 | 1                 | -              | -              | -              | 7     | 0     | 1     |
| Total sur la carrière | Total sur la carrière | Total sur la carrière  | 10             | 0              | 0              | 6                 | 0                 | 0                 | 13                 | 2                  | 4                  | 14                | 0                 | 2                 | 11             | 0              | 0              | 54    | 2     | 6     |

### Matchs internationaux
| Matchs internationaux de Timothy Castagne, | Matchs internationaux de Timothy Castagne, | Matchs internationaux de Timothy Castagne,              | Matchs internationaux de Timothy Castagne, | Matchs internationaux de Timothy Castagne, | Matchs internationaux de Timothy Castagne, | Matchs internationaux de Timothy Castagne, | Matchs internationaux de Timothy Castagne,                           |
| #                                          | Date                                       | Lieu                                                    | Adversaire                                 | Résultat                                   | Compétition                                | Club                                       | Notes                                                                |
| ------------------------------------------ | ------------------------------------------ | ------------------------------------------------------- | ------------------------------------------ | ------------------------------------------ | ------------------------------------------ | ------------------------------------------ | -------------------------------------------------------------------- |
| 1                                          | 7 septembre 2018                           | Hampden Park, Glasgow, Écosse                           | Écosse                                     | V 4 - 0                                    | Match amical                               | Atalanta Bergame                           | Titulaire, remplacé par Thomas Meunier à la 46e minute de jeu.       |
| 2                                          | 16 octobre 2018                            | Stade Roi Baudouin, Bruxelles, Belgique                 | Pays-Bas                                   | N 1 - 1                                    | Match amical                               | Atalanta Bergame                           | Titulaire, remplacé par Thomas Meunier à la 73e minute de jeu.       |
| 3                                          | 21 mars 2019                               | Stade Roi Baudouin, Bruxelles, Belgique                 | Russie                                     | V 3 - 1                                    | Éliminatoires de l'Euro 2020               | Atalanta Bergame                           | Titulaire.                                                           |
| 4                                          | 24 mars 2019                               | Stade GSP, Nicosie, Chypre                              | Chypre                                     | V 2 - 0                                    | Éliminatoires de l'Euro 2020               | Atalanta Bergame                           | Titulaire.                                                           |
| 5                                          | 8 juin 2019                                | Stade Roi Baudouin, Bruxelles, Belgique                 | Kazakhstan                                 | V 3 - 0                                    | Éliminatoires de l'Euro 2020               | Atalanta Bergame                           | Titulaire et buteur.                                                 |
| 6                                          | 10 octobre 2019                            | Stade Roi Baudouin, Bruxelles, Belgique                 | Saint-Marin                                | V 9 - 0                                    | Éliminatoires de l'Euro 2020               | Atalanta Bergame                           | Titulaire et buteur.                                                 |
| 7                                          | 16 novembre 2019                           | Gazprom Arena, Saint-Pétersbourg, Russie                | Russie                                     | V 4 - 1                                    | Éliminatoires de l'Euro 2020               | Atalanta Bergame                           | Titulaire.                                                           |
| 8                                          | 5 septembre 2020                           | Parken Stadium, Copenhague, Danemark                    | Danemark                                   | V 2 - 0                                    | Ligue des nations 2020-2021                | Leicester City                             | Titulaire.                                                           |
| 9                                          | 8 octobre 2020                             | Stade Roi Baudouin, Bruxelles, Belgique                 | Côte d'Ivoire                              | N 1 - 1                                    | Match amical                               | Leicester City                             | Titulaire, remplacé par Joris Kayembe à la 89e minute de jeu.        |
| 10                                         | 11 octobre 2020                            | Stade de Wembley, Londres, Angleterre                   | Angleterre                                 | D 1 - 2                                    | Ligue des nations 2020-2021                | Leicester City                             | Titulaire.                                                           |
| 11                                         | 14 octobre 2020                            | Laugardalsvöllur, Reykjavik, Islande                    | Islande                                    | V 2 - 1                                    | Ligue des nations 2020-2021                | Leicester City                             | Entre en jeu à la place de Jérémy Doku à la 68e minute de jeu.       |
| 12                                         | 24 mars 2021                               | Stade Den Dreef, Louvain, Belgique                      | Pays de Galles                             | V 3 - 1                                    | Éliminatoires de la Coupe du monde 2022    | Leicester City                             | Entre en jeu à la place de Thorgan Hazard à la 84e minute de jeu.    |
| 13                                         | 27 mars 2021                               | Sinobo Stadium, Prague, Tchéquie                        | Tchéquie                                   | N 1 - 1                                    | Éliminatoires de la Coupe du monde 2022    | Leicester City                             | Titulaire, écope d'un carton jaune à la 25e minute de jeu.           |
| 14                                         | 6 juin 2021                                | Stade Roi Baudouin, Bruxelles, Belgique                 | Croatie                                    | V 1 - 0                                    | Match amical                               | Leicester City                             | Titulaire.                                                           |
| 15                                         | 12 juin 2021                               | Gazprom Arena, Saint-Pétersbourg, Russie                | Russie                                     | V 3 - 0                                    | Euro 2020                                  | Leicester City                             | Titulaire, remplacé par Thomas Meunier à la 27e minute de jeu.       |
| 16                                         | 5 septembre 2021                           | Stade Roi Baudouin, Bruxelles, Belgique                 | Tchéquie                                   | V 3 - 0                                    | Éliminatoires de la Coupe du monde 2022    | Leicester City                             | Titulaire.                                                           |
| 17                                         | 8 septembre 2021                           | Ak Bars Arena, Kazan, Russie                            | Biélorussie                                | V 1 - 0                                    | Éliminatoires de la Coupe du monde 2022    | Leicester City                             | Titulaire.                                                           |
| 18                                         | 7 octobre 2021                             | Juventus Stadium, Turin, Italie                         | France                                     | D 2 - 3                                    | Ligue des nations 2020-2021                | Leicester City                             | Titulaire, remplacé par Michy Batshuayi à la 92e minute de jeu.      |
| 19                                         | 10 octobre 2021                            | Juventus Stadium, Turin, Italie                         | Italie                                     | D 1 - 2                                    | Ligue des nations 2020-2021                | Leicester City                             | Titulaire.                                                           |
| 20                                         | 13 novembre 2021                           | Stade Roi Baudouin, Bruxelles, Belgique                 | Estonie                                    | V 3 - 1                                    | Éliminatoires de la Coupe du monde 2022    | Leicester City                             | Titulaire.                                                           |
| 21                                         | 16 novembre 2021                           | Cardiff City Stadium, Cardiff, Pays de Galles           | Pays de Galles                             | N 1 - 1                                    | Éliminatoires de la Coupe du monde 2022    | Leicester City                             | Titulaire, remplacé par Leander Dendoncker à la 59e minute de jeu.   |
| 22                                         | 3 juin 2022                                | Stade Roi Baudouin, Bruxelles, Belgique                 | Pays-Bas                                   | D 1 - 4                                    | Ligue des nations 2022-2023                | Leicester City                             | Titulaire.                                                           |
| 23                                         | 8 juin 2022                                | Stade Roi Baudouin, Bruxelles, Belgique                 | Pologne                                    | V 6 - 1                                    | Ligue des nations 2022-2023                | Leicester City                             | Titulaire, remplacé par Thorgan Hazard à la 84e minute de jeu.       |
| 24                                         | 14 juin 2022                               | Stade national, Varsovie, Pologne                       | Pologne                                    | V 1 - 0                                    | Ligue des nations 2022-2023                | Leicester City                             | Titulaire.                                                           |
| 25                                         | 25 septembre 2022                          | Johan Cruyff Arena, Amsterdam, Pays-Bas                 | Pays-Bas                                   | D 0 - 1                                    | Ligue des nations 2022-2023                | Leicester City                             | Titulaire, remplacé par Dodi Lukebakio à la 82e minute de jeu.       |
| 26                                         | 18 novembre 2022                           | Stade international Jaber Al-Ahmad (en), Koweït, Koweït | Égypte                                     | D 1 - 2                                    | Match amical                               | Leicester City                             | Titulaire, remplacé par Jérémy Doku à la 82e minute de jeu.          |
| 27                                         | 23 novembre 2022                           | Stade Ahmed-ben-Ali, Al Rayyan, Qatar                   | Canada                                     | V 1 - 0                                    | Coupe du monde 2022                        | Leicester City                             | Titulaire.                                                           |
| 28                                         | 27 novembre 2022                           | Stade d'Al-Thumama, Doha, Qatar                         | Maroc                                      | D 0 - 2                                    | Coupe du monde 2022                        | Leicester City                             | Titulaire.                                                           |
| 29                                         | 1er décembre 2022                          | Stade Ahmed-ben-Ali, Al Rayyan, Qatar                   | Croatie                                    | N 0 - 0                                    | Coupe du monde 2022                        | Leicester City                             | Titulaire.                                                           |
| 30                                         | 24 mars 2023                               | Friends Arena, Solna, Suède                             | Suède                                      | V 3 - 0                                    | Éliminatoires de l'Euro 2024               | Leicester City                             | Titulaire.                                                           |
| 31                                         | 28 mars 2023                               | RheinEnergieStadion, Cologne, Allemagne                 | Allemagne                                  | V 3 - 2                                    | Match amical                               | Leicester City                             | Titulaire.                                                           |
| 32                                         | 17 juin 2023                               | Stade Roi Baudouin, Bruxelles, Belgique                 | Autriche                                   | N 1 - 1                                    | Éliminatoires de l'Euro 2024               | Leicester City                             | Titulaire.                                                           |
| 33                                         | 20 juin 2023                               | A. Le Coq Arena, Tallinn, Estonie                       | Estonie                                    | V 3 - 0                                    | Éliminatoires de l'Euro 2024               | Leicester City                             | Titulaire, écope d'un carton jaune à la 4e minute de jeu.            |
| 34                                         | 9 septembre 2023                           | Dalga Arena, Bakou, Azerbaïdjan                         | Azerbaïdjan                                | V 1 - 0                                    | Éliminatoires de l'Euro 2024               | Fulham FC                                  | Titulaire.                                                           |
| 35                                         | 12 septembre 2023                          | Stade Roi Baudouin, Bruxelles, Belgique                 | Estonie                                    | V 5 - 0                                    | Éliminatoires de l'Euro 2024               | Fulham FC                                  | Titulaire, remplacé par Hugo Siquet à la 66e minute de jeu.          |
| 36                                         | 13 octobre 2023                            | Stade Ernst-Happel, Vienne, Autriche                    | Autriche                                   | V 3 - 2                                    | Éliminatoires de l'Euro 2024               | Fulham FC                                  | Titulaire, écope d'un carton jaune à la 63e minute de jeu.           |
| 37                                         | 16 octobre 2023                            | Stade Roi Baudouin, Bruxelles, Belgique                 | Suède                                      | N 1 - 1                                    | Éliminatoires de l'Euro 2024               | Fulham FC                                  | Titulaire.                                                           |
| 38                                         | 15 novembre 2023                           | Stade Den Dreef, Louvain, Belgique                      | Serbie                                     | V 1 - 0                                    | Match amical                               | Fulham FC                                  | Entre en jeu à la place de Olivier Deman à la 77e minute de jeu.     |
| 39                                         | 19 novembre 2023                           | Stade Roi Baudouin, Bruxelles, Belgique                 | Azerbaïdjan                                | V 5 - 0                                    | Éliminatoires de l'Euro 2024               | Fulham FC                                  | Titulaire.                                                           |
| 40                                         | 23 mars 2024                               | Aviva Stadium, Dublin, Irlande                          | République d'Irlande                       | N 0 - 0                                    | Match amical                               | Fulham FC                                  | Titulaire, remplacé par Michy Batshuayi à la 46e minute de jeu.      |
| 41                                         | 26 mars 2024                               | Stade de Wembley, Londres, Angleterre                   | Angleterre                                 | N 2 - 2                                    | Match amical                               | Fulham FC                                  | Titulaire.                                                           |
| 42                                         | 5 juin 2024                                | Stade Roi Baudouin, Bruxelles, Belgique                 | Monténégro                                 | V 2 - 0                                    | Match amical                               | Fulham FC                                  | Entre en jeu à la place de Thomas Meunier à la 46e minute de jeu.    |
| 43                                         | 8 juin 2024                                | Stade Roi Baudouin, Bruxelles, Belgique                 | Luxembourg                                 | V 3 - 0                                    | Match amical                               | Fulham FC                                  | Titulaire, remplacé par Johan Bakayoko à la 64e minute de jeu.       |
| 44                                         | 17 juin 2024                               | Frankfurt Arena, Francfort, Allemagne                   | Slovaquie                                  | D 0 - 1                                    | Euro 2024                                  | Fulham FC                                  | Titulaire.                                                           |
| 45                                         | 22 juin 2024                               | Stade de Cologne, Cologne, Allemagne                    | Roumanie                                   | V 2 - 0                                    | Euro 2024                                  | Fulham FC                                  | Titulaire.                                                           |
| 46                                         | 26 juin 2024                               | Stuttgart Arena, Stuttgart, Allemagne                   | Ukraine                                    | N 0 - 0                                    | Euro 2024                                  | Fulham FC                                  | Titulaire.                                                           |
| 47                                         | 1er juillet 2024                           | Düsseldorf Arena, Düsseldorf, Allemagne                 | France                                     | D 0 - 1                                    | Euro 2024                                  | Fulham FC                                  | Titulaire, remplacé par Charles De Ketelaere à la 88e minute de jeu. |
| 48                                         | 6 septembre 2024                           | Nagyerdei Stadion, Debrecen, Hongrie                    | Israël                                     | V 3 - 1                                    | Ligue des nations 2024-2025                | Fulham FC                                  | Titulaire.                                                           |
| 49                                         | 9 septembre 2024                           | Parc Olympique lyonnais, Décines-Charpieu, France       | France                                     | D 0 - 2                                    | Ligue des nations 2024-2025                | Fulham FC                                  | Titulaire, remplacé par Thomas Meunier à la 82e minute de jeu.       |
| 50                                         | 10 octobre 2024                            | Stade olympique, Rome, Italie                           | Italie                                     | N 2 - 2                                    | Ligue des nations 2024-2025                | Fulham FC                                  | Entre en jeu à la place de Orel Mangala à la 68e minute de jeu.      |
| 51                                         | 14 octobre 2024                            | Stade Roi Baudouin, Bruxelles, Belgique                 | France                                     | D 1 - 2                                    | Ligue des nations 2024-2025                | Fulham FC                                  | Titulaire, remplacé par Maxim De Cuyper à la 67e minute de jeu.      |
| 52                                         | 14 novembre 2024                           | Stade Roi Baudouin, Bruxelles, Belgique                 | Italie                                     | D 0 - 1                                    | Ligue des nations 2024-2025                | Fulham FC                                  | Titulaire, remplacé par Johan Bakayoko à la 87e minute de jeu.       |
| 53                                         | 17 novembre 2024                           | Bozsik Aréna (en), Budapest, Hongrie                    | Israël                                     | D 0 - 1                                    | Ligue des nations 2024-2025                | Fulham FC                                  | Titulaire et capitaine.                                              |
| 54                                         | 23 mars 2025                               | Cegeka Arena, Genk, Belgique                            | Ukraine                                    | V 3 - 0                                    | Ligue des nations 2024-2025                | Fulham FC                                  | Titulaire.                                                           |

### Buts internationaux
| Buts internationaux de Timothy Castagne, | Buts internationaux de Timothy Castagne, | Buts internationaux de Timothy Castagne, | Buts internationaux de Timothy Castagne, | Buts internationaux de Timothy Castagne, | Buts internationaux de Timothy Castagne, | Buts internationaux de Timothy Castagne, | Buts internationaux de Timothy Castagne, | Buts internationaux de Timothy Castagne, | Buts internationaux de Timothy Castagne, |
| #                                        | Date                                     | Lieu                                     | Adversaire                               | Résultat                                 | Compétition                              | Détail                                   | Détail                                   | Détail                                   | Cape                                     |
| ---------------------------------------- | ---------------------------------------- | ---------------------------------------- | ---------------------------------------- | ---------------------------------------- | ---------------------------------------- | ---------------------------------------- | ---------------------------------------- | ---------------------------------------- | ---------------------------------------- |
| 1                                        | 8 juin 2019                              | Stade Roi Baudouin, Bruxelles, Belgique  | Kazakhstan                               | V 3 - 0                                  | Éliminatoires de l'Euro 2020             | 14e                                      | de la tête                               | 2-0                                      | 5e                                       |
| 2                                        | 10 octobre 2019                          | Stade Roi Baudouin, Bruxelles, Belgique  | Saint-Marin                              | V 9 - 0                                  | Éliminatoires de l'Euro 2020             | 90e                                      | du pied droit                            | 9-0                                      | 6e                                       |

## Palmarès

### En club
|  |  | Atalante Bergame - Coupe d'Italie : - Finaliste : 2019. |  | Leicester City - Coupe d'Angleterre (1) : - Vainqueur : 2021. |

### En sélections nationales
|  |  | Belgique - Ligue des nations : - Quatrième : 2021. |